# Liste de langues par date d'extinction
Cette page présente une liste de langues par date d'extinction. Quand la date de mort du dernier locuteur n'est pas précisément connue, on donne soit une date approchée, soit la date du dernier témoignage de cette langue. Cette liste n'est pas exhaustive.

## Liste

### XXIesiècle
| Date             | Langue                               | Famille linguistique       | Région                                          | Remarques                                |
| ---------------- | ------------------------------------ | -------------------------- | ----------------------------------------------- | ---------------------------------------- |
| 16 février 2022  | Yagan                                | Langues amérindiennes      | Terre de Feu, Chili                             | avec la mort de Cristina Calderón.       |
| 4 avril 2020     | Sare (en)                            | Grand andamanais           | Îles Andaman, Inde                              | avec la mort de Licho.                   |
| 23 mars 2019     | Ngandi (en)                          | Arnhem (en)                | Territoire du Nord, Australie                   | avec la mort de Cherry Wulumirr Daniels. |
| 4 janvier 2019   | Tehuelche                            | Chonan                     | Patagonie, Argentine                            | avec la mort de Dora Manchado.           |
| 9 décembre 2016  | Mandan                               | Siou                       | Dakota du Nord, États-Unis                      | avec la mort de Edwin Benson.            |
| 30 août 2016     | Wichita                              | Caddoan                    | Oklahoma, États-Unis                            | avec la mort de Doris McLemore.          |
| 29 juillet 2016  | Gugu Thaypan                         | Pama-nyungan               | Queensland, Australie                           | avec la mort de Tommy George.            |
| février 2016     | Nuchatlaht, dialecte du Nuuchahnulth | Wakashan                   | Colombie-Britannique, Canada                    | avec la mort d'Alban Michael.            |
| 2016             | Amurdag (en)                         | Iwaidjan (en)              | Territoire du Nord, Australie                   | avec la mort de Charlie Mungulda,.       |
| 4 février 2014   | Klallam                              | Salish                     | Washington, États-Unis                          | avec la mort de Hazel Sampson.           |
| 5 juin 2013      | Live                                 | Ouralien > Fennique        | Lettonie                                        | avec la mort de Grizelda Kristina.       |
| 26 mars 2013     | Yurok                                | Algique                    | Californie, États-Unis                          | avec la mort d'Archie Thompson.          |
| 2 octobre 2012   | dialecte Cromarty du Scots           | Germanique                 | Nord-Écosse, Royaume-Uni                        | avec la mort de Bobby Hogg.              |
| 11 juillet 2012  | Wasco-wishram                        | Chinook                    | Orégon, États-Unis                              | avec la mort de Gladys Thompson.         |
| 10 mars 2012     | Holikachuk                           | Na-dené                    | Alaska, États-Unis                              | avec la mort de Wilson "Tiny" Deacon.    |
| vers 2012        | Dhungaloo                            | Pama-nyungan               | Queensland, Australie                           | avec la mort de Roy Hatfield.            |
| vers 2012        | Mardijker (en)                       | Créole portugais           | Jakarta, Indonésie                              | avec la mort d'Oma Mimi Abrahams.        |
| 2011             | Lower Arrernte                       | Pama-nyungan               | Territoire du Nord, Australie                   | avec la mort de Brownie Doolan Perrurle. |
| 24 octobre 2010  | Pazeh                                | Austronésien               | Taïwan                                          | avec la mort de Pan Jin-yu.              |
| 20 août 2010     | Créole indo-portugais de Kochi       | Créole à base portugais    | Sud de l'Inde                                   | avec la mort de William Rozario.         |
| 26 janvier 2010  | Aka-bo                               | Andaman                    | Îles Andaman, Inde                              | avec la mort de Boa Sr..                 |
| novembre 2009    | Aka-Kora                             | Andaman                    | Îles Andaman, Inde                              | avec la mort de Ms. Boro.                |
| 2009             | Aka-Jeru                             | Andaman                    | Îles Andaman, Inde                              | [ 20 ]                                   |
| 2009             | Nyawaygi                             | Pama-nyungan               | Queensland, Australie                           | avec la mort de Willie Seaton.           |
| avant 2009       | Gugu Badhun                          | Pama-nyungan               | Queensland, Australie                           |                                          |
| avant 2009       | Muruwari                             | Pama-nyungan               | Queensland et Nouvelle-Galles du Sud, Australie | [ 22 ]                                   |
| avant 2009       | Thaypan                              | Pama-nyungan               | Queensland, Australie                           | avec la mort de Tommy George.            |
| avant 2009       | Yawalapití                           | Arawak                     | Brésil                                          | [ 23 ]                                   |
| avant 2009       | Arikem                               | Tupi                       | Brésil                                          | [ 24 ]                                   |
| avant 2009       | Palikúr                              | Tupi                       | Brésil                                          | [ 25 ]                                   |
| avant 2009       | Pataxó Hã-Ha-Hãe                     | non classée                | Brésil                                          | [ 26 ]                                   |
| avant 2009       | Aribwatsa                            | Malayo-polynésien          | Papouasie-Nouvelle-Guinée                       | [ 27 ]                                   |
| avant 2009       | Lelak                                | Malayo-polynésien          | Sarawak, Malaisie                               | [ 28 ]                                   |
| avant 2009       | Papora-Hoanya                        | Austronésien               | Taiwan                                          | [ 29 ]                                   |
| 2008             | Apache des plaines                   | Na-dené > Athabaskan       | Oklahoma, États-Unis                            | avec la mort d'Alfred Chalepah, Sr.      |
| après avril 2008 | Dura                                 | Sino-tibétain              | Népal                                           | avec la mort de Soma Devi Dura.          |
| 21 janvier 2008  | Eyak                                 | Na-dené                    | Alaska, États-Unis                              | avec la mort de Marie Smith Jones.       |
| 10 août 2007     | Gros Ventre                          | Algique > Algonquin        | Montana, États-Unis                             | avec la mort de Theresa Lamebull,.       |
| vers 2007        | Javindo                              | Créole à base néerlandaise | Java, Indonésie                                 | [ 34 ]                                   |
| vers 2006 (?)    | A-Pucikwar                           | Andaman                    | Îles Andaman, Inde                              | [ 35 ]                                   |
| après 2005       | Whulshootseed                        | Salish                     | Washington, États-Unis                          | avec la mort d'Ellen Williams,.          |
| 2005             | Créole néerlandais Berbice           | Créole à base néerlandaise | Guyana                                          | avec la mort de Bertha Bell.             |
| 2005             | Osage                                | Siou                       | Oklahoma, États-Unis                            | avec la mort de Lucille Roubedeaux.      |
| avant 2005       | Barrow Point                         | Pama-nyungan               | Queensland, Australie                           | avec la mort d'Urwunjin Roger Hart,.     |
| vers 2004 (?)    | Duli-gey                             | Niger-Congo > Adamawa      | Cameroun                                        | [ 42 ]                                   |
| 29 décembre 2003 | Same d'Akkala                        | Ouralien > Same            | Péninsule de Kola, Russie                       | avec la mort de Marja Sergina.           |
| 2003             | Wintu                                | Wintuan                    | Californie, États-Unis                          | avec la mort de Florence Jones.          |
| 2003             | Klamath-modoc                        | Pénutien                   | Oregon, États-Unis                              | avec la mort de Neva Eggsman,.           |
| 2003             | Garig Ilgar                          | Pama-nyungan               | Territoire du Nord, Australie                   | [ 46 ]                                   |
| avant 2003       | Alngith                              | Pama-nyungan               | Queensland, Australie                           |                                          |
| avant 2003       | Areba                                | Pama-nyungan               | Queensland, Australie                           | [ 47 ]                                   |
| avant 2003       | Atampaya                             | Pama-nyungan               | Queensland, Australie                           | [ 48 ]                                   |
| avant 2003       | Umbindhamu                           | Pama-nyungan               | Queensland, Australie                           | [ 49 ]                                   |
| 31 août 2002     | Unami                                | Algique > Algonquin        | Delaware, États-Unis                            | avec la mort d'Edward Thompson.          |
| 23 mai 2002      | Gaagudju                             | Terre d'Arnhem             | Territoire du Nord, Australie                   | avec la mort de Big Bill Neidjie.        |
| 2002             | Serrano                              | Uto-aztèque                | Californie, États-Unis                          | avec la mort de Dorothy Ramon.           |
| avant 2001       | Amanayé                              | Tupi                       | Brésil                                          | [ 51 ]                                   |
| 2000             | Sowa                                 | Malayo-polynésien          | Île de Pentecôte, Vanuatu                       | avec la mort de Maurice Tabi             |
| vers 2000        | Mesmes                               | Sémitique                  | Éthiopie                                        | avec la mort d'Abegaz,.                  |

### XXesiècle
| Date                  | Langue                                     | Famille linguistique             | Région                                     | Notes |
| --------------------- | ------------------------------------------ | -------------------------------- | ------------------------------------------ | --- |
| XXe – XXIe siècle     | ǀxam                                       | Taa–ǃkwi                         | Afrique du Sud                             | |
| XXe – XXIe siècle (?) | Ayabadhu                                   | Pama-nyungan                     | Queensland, Australie                      | [ 54 ] |
| XXe – XXIe siècle (?) | Aghu Tharnggala                            | Pama-nyungan                     | Queensland, Australie                      | [ 54 ] |
| XXe – XXIe siècle (?) | Adithinngithigh                            | Pama-nyungan                     | Queensland, Australie                      | |
| XXe – XXIe siècle (?) | Arritinngithigh                            | Pama-nyungan                     | Queensland, Australie                      | |
| XXe – XXIe siècle (?) | Gurnai                                     | Pama-nyungan                     | Victoria, Australie                        | en cours de réhabilitation                                                                                                   |
| 1999                  | Nyulnyul                                   | Pama-nyungan                     | Australie                                  | avec la mort de Carmel Charles.                                                                                              |
| avant 1999            | Ineseño                                    | Chumash                          | Californie, États-Unis                     | [ 56 ] |
| 1998                  | Mlahso                                     | Sémitique                        | Syrie ; Turquie                            | avec la mort d'Ibrahim Hanna.                                                                                                |
| 1997-98               | Ngarnka                                    | Pama-nyungan                     | Australie                                  | |
| avant 1998            | Créole néerlandais Skepi                   | Créole à base néerlandaise       | Guyana                                     | [ 58 ] |
| fin des années 1990   | Munichi                                    | non classée                      | Région de Loreto, Pérou                    | avec la mort de Victoria Huancho Icahuate.                                                                                   |
| 1997, janvier         | Sirenik                                    | Eskimo-Aléoute                   | Tchoukotka, Russie                         | avec la mort de Valentina Wye.                                                                                               |
| vers 1996 (?)         | Malaryan                                   | Dravidien                        | Kerala et Tamil Nadu, Inde                 | [ 60 ] |
| 1996                  | Iowa-Oto                                   | Siou                             | Oklahoma et Kansas, États-Unis             | avec la mort de Truman Dailey.                                                                                               |
| avant 1996            | Katabaga                                   | Malayo-polynésien                | Philippines                                | [ 62 ] |
| avant 1996            | Palumata                                   | Austronésien                     | Moluques, Indonésie                        | [ 63 ] |
| avant 1996            | Seru                                       | Malayo-polynésien                | Sarawak, Malaisie                          | [ 64 ] |
| vers 1990             | dialecte Lumaete du Kayeli                 | Malayo-polynésien                | Moluques centrales, Indonesie              | [ 65 ] |
| 1990                  | Unggumi                                    | Worrorra                         | Australie                                  | avec la mort de Morndi Munro.                                                                                                |
| vers 1990             | Taman, variante du Sak                     | Sino-tibétain                    | Myanmar                                    | [ 67 ] |
| 6 août 1995           | Martuthunira                               | Pama-nyungan                     | Australie-Occidentale                      | avec la mort d'Algy Paterson.                                                                                                |
| après 1994            | Aka-Cari                                   | Andaman                          | Îles Andaman, Inde                         | |
| 1994                  | Aïnou de Sakhaline                         | Aïnou                            | Japon                                      | avec la mort de Take Asai.                                                                                                   |
| 1994                  | Pomo du Nord                               | Pomo (Hokan ?)                   | Californie, États-Unis                     | avec la mort d'Edna Guerrero.                                                                                                |
| 1993                  | Andoa                                      | Zaparoan                         | Pérou                                      | [ 70 ] |
| 1993                  | Abenaki                                    | Algique > Algonquin              | Maine, États-Unis                          | avec la mort de Madeline Shay,.                                                                                              |
| 7 octobre 1992        | Oubykh                                     | Abkhazo-adygien                  | Balıkesir, Turquie                         | avec la mort de Tevfik Esenç.                                                                                                |
| 1991                  | dialecte Roncalais (Erronkariko) du Basque | isolat                           | Espagne                                    | avec la mort de Fidela Bernat                                                                                                |
| 1991                  | Huariapano                                 | Páno                             | Pérou                                      | [ 75 ] |
| 1990                  | Shasta                                     | Shastan                          | Californie, États-Unis                     | |
| 1990                  | Wappo                                      | Yuki–Wappo                       | Californie, États-Unis                     | avec la mort de Laura Fish Somersal.                                                                                         |
| vers 1989             | Hukumina                                   | Austronésien                     | Moluques, Indonésie                        | [ 77 ] |
| 1989                  | Kamassian                                  | Ouralien > Samoyède              | Monts Oural, Russie                        | avec la mort de Klavdiya Plotnikova                                                                                          |
| mars 1989             | dialecte Leliali du Kayeli                 | Malayo-polynésien                | Moluques centrales, Indonésie              | , |
| 1989                  | Miami-illinois                             | Algique > Algonquin              | le long du Mississippi, États-Unis         | |
| 1989                  | Kungarakany                                | Macro-Gunwinyguan                | Territoire du Nord, Australie              | avec la mort de Madeline England,.                                                                                           |
| 1988                  | Atsugé                                     | Palaihnihan                      | Californie, États-Unis                     | avec la mort de Medie Webster.                                                                                               |
| 1988                  | Nooksack                                   | Salish                           | Washington, États-Unis                     | avec la mort de Sindick Jimmy .                                                                                              |
| 1988                  | ǁxegwi                                     | Taa–ǃkwi                         | Afrique du Sud                             | avec la mort de Jopi Mabinda.                                                                                                |
| vers 1987             | Bidjara                                    | Pama-nyungan                     | Queensland, Australie                      | [ 82 ] |
| vers 1987             | Laua                                       | Trans-Nouvelle-Guinée            | Papouasie-Nouvelle-Guinée                  | |
| entre 1976 et 1999    | Kw'adza                                    | Couchitique                      | Tanzanie                                   | [ 83 ] |
| 4 février 1987        | Cupeño                                     | Chumash                          | Californie, États-Unis                     | avec la mort de Roscinda Nolasquez.                                                                                          |
| 1987                  | Dyangadi                                   | Pama-nyungan                     | Nouvelle-Galles du Sud, Australie          | [ 85 ] |
| 1987                  | Negerhollands                              | Créole à base néerlandaise       | Îles Vierges des États-Unis                | avec la mort de Alice Stevens.                                                                                               |
| 1987                  | Basa-Gumna                                 | Niger-Congo > Bénoué-Congo       | État de Niger et État de Plateau, Nigeria  | [ 86 ] |
| avant 1987            | Yugambal                                   | Pama-nyungan                     | Queensland, Australie                      | [ 87 ] |
| avant 1987            | Yawuru                                     | Australien                       | Australie-Occidentale                      | [ 88 ] |
| vers 1986             | Bikya                                      | Niger-Congo > Bénoué-Congo       | Cameroun                                   | |
| vers 1986             | Bishuo                                     | Niger-Congo > Bénoué-Congo       | Cameroun                                   | |
| 1986                  | Jiwarli                                    | Pama-nyungan                     | Australie                                  | avec la mort de Jack Butler.                                                                                                 |
| 1986                  | Mangarla                                   | Pama-nyungan                     | Australie-Occidentale                      | [ 90 ] |
| 1984                  | Dialecte Deeside du gaélique écossais      | Celtique                         | Écosse (Royaume-Uni)                       | avec la mort de Jean Bain.                                                                                                   |
| 1984                  | Yavitero                                   | Arawak                           | Venezuela                                  | , |
| 1983                  | Kansa                                      | Siou                             | Oklahoma, États-Unis                       | avec la mort de Walter Kekahbah                                                                                              |
| vers 1983             | Yangman                                    | Australien                       | Territoire du Nord, Australie              | [ 94 ] |
| 1982                  | Dagoman                                    | Australien                       | Territoire du Nord, Australie              | avec la mort de Martha Hart .                                                                                                |
| avant 1982            | Dyugun                                     | Australien                       | Australie-Occidentale                      | [ 96 ] |
| avant 1982            | Cahto (Kato)                               | Na-dené > Athabaskan             | Californie, États-Unis                     | [ 97 ] |
| après 1981            | Dirari                                     | Pama-nyungan                     | Australie-Méridionale                      | [ 98 ] |
| après 1981            | Dyaberdyaber                               | Pama-nyungan                     | Australie-Occidentale                      | , |
| après 1981            | Giimbiyu                                   | Australien                       | Territoire du Nord, Australie              | [ 101 ] |
| après 1981            | Umbugarla                                  | Terre d'Arnhem ou Darwin         | Territoire du Nord, Australie              | avec la mort de Butcher Knight.                                                                                              |
| après 1981            | Yawarawarga                                | Pama-nyungan                     | Queensland et Australie-Méridionale        | [ 102 ] |
| vers 1981             | Ternateño                                  | Créole à base portugaise         | Moluques, Indonésie                        | [ 103 ] |
| 1981                  | Warrungu                                   | Pama-nyungan                     | Queensland, Australie                      | avec la mort d'Alf Palmer.                                                                                                   |
| 1980                  | Twana                                      | Salish                           | Washington, États-Unis                     | , |
| fin XXe siècle        | Irlandais de Terre-Neuve                   | Celtique                         | Terre-Neuve, Canada                        | [ 106 ] |
| fin 1970 - 1980       | Yalgawarra                                 | Pama-nyungan                     | Australie                                  | le dernier locuteur connu était Johnny Flinders.                                                                             |
| XXe siècle (?)        | Nganyaywana                                | Pama-nyungan                     | Australie                                  | |
| XXe siècle (?)        | Yalarnnga                                  | Pama-nyungan                     | Australie                                  | |
| XXe siècle (?)        | Yandruwandha                               | Pama-nyungan                     | Australie                                  | |
| XXe siècle (?)        | Warluwara                                  | Pama-nyungan                     | Australie                                  | |
| XXe siècle (?)        | Wariyangga                                 | Pama-nyungan                     | Australie                                  | |
| entre 1971 et 1981    | Kwadi                                      | Kwadi-Khoe                       | sud-ouest de l'Angola                      | [ 107 ] |
| 1970 – 1980           | Chicomuceltec                              | Maya                             | Mexique ; Guatemala                        | |
| après 1979            | Pitta Pitta                                | Pama-nyungan                     | Queensland, Australie                      | avec la mort d'Ivy Nardoo of Boulia et Linda Craigie de Mount Isa.                                                           |
| 3 novembre 1977       | Shuadit                                    | Roman                            | sud de la France                           | avec la mort d'Armand Lunel,.                                                                                                |
| vers 1977             | Nagumi                                     | Niger-Congo > Bénoué-Congo       | Cameroun                                   | [ 110 ] |
| après 1976            | Muskum                                     | Tchadique                        | ouest du Tchad                             | [ 111 ] |
| 1976                  | Aasáx                                      | Couchitique                      | Tanzanie                                   | [ 112 ] |
| 1975                  | Homa                                       | Bantou                           | Sud-Soudan                                 | [ 113 ] |
| 1975                  | Yugh                                       | Ienisseïen                       | Sibérie centrale, Russie                   | , |
| 27 décembre 1974      | Manxois                                    | Celtique                         | Île de Man, Royaume-Uni                    | avec la mort de Ned Maddrell. Maintenant ressuscité comme seconde langue.                                                    |
| 28 mai 1974           | Selk'nam ou Ona                            | Chon                             | Tierra del Fuego, Argentine                | avec la mort d'Ángela Loij.                                                                                                  |
| 1974                  | Moksela                                    | Malayo-polynésien                | Moluques, Indonésie                        | [ 116 ] |
| avant 1974            | Cacaopera                                  | Misumalpan                       | Salvador                                   | [ 117 ] |
| 1972                  | Hanis                                      | Pénutien                         | Orégon, États-Unis                         | avec la mort de Martha Harney Johnson .                                                                                      |
| 1972                  | Mbabaram                                   | Pama-nyungan                     | Queensland, Australie                      | avec la mort d'Albert Bennett.                                                                                               |
| 1970                  | Tillamook                                  | Salish                           | Orégon, États-Unis                         | [ 78 ] |
| avant 1968            | Sened                                      | Berbère                          | Tunisie                                    | |
| 1965                  | Barbareño                                  | Chumash                          | Californie, États-Unis                     | avec la mort de Mary Yee .                                                                                                   |
| 1965                  | Natchez                                    | isolat                           | Mississippi, États-Unis                    | avec les décès de Nancy Raven et Watt Sam.                                                                                   |
| 1965                  | Wakawaka                                   | Pama-nyungan                     | Queensland, Australie                      | [ 123 ] |
| vers 1960             | Pirlatapa                                  | Pama-nyungan                     | Australie-Méridionale                      | [ 124 ] |
| années 1960           | Cappadocien                                | Hellénique                       | Grèce                                      | [ 125 ] |
| années 1960           | Créole portugais de Bidau                  | Créole à base portugaise         | Timor oriental                             | [ 126 ] |
| vers 1964             | Aariya                                     | Langue non attestée              | Inde                                       | [ 127 ] |
| 1963                  | Galice                                     | Na-dené > Athabaskan             | Orégon, États-Unis                         | avec la mort de Hoxie Simmons.                                                                                               |
| 1963                  | Jorá                                       | Tupi                             | Bolivie                                    | [ 78 ] |
| 1962                  | Wiyot                                      | Algique                          | Californie, États-Unis                     | avec la mort de Delia Prince.                                                                                                |
| après 1961            | Wyandot                                    | Iroquoi                          | Oklahoma, États-Unis ; Quebec, Canada      | |
| 1960                  | Siuslaw                                    | Pénutien                         | Orégon, États-Unis                         | avec la mort de Mary Barrett Elliott. Le dernier locuteur du dialecte de Lower Umpqua était Billy Dick.                      |
| 1959                  | Catawba                                    | Siou                             | Caroline du Sud, États-Unis                | avec la mort de Chief Sam Blue.                                                                                              |
| 1958                  | Salinan                                    | isolat (Hokan ?)                 | Californie, États-Unis                     | |
| 1958                  | Molala                                     | Pénutien                         | Orégon, États-Unis                         | avec la mort de Fred Yelkes.                                                                                                 |
| 1958                  | Omurana                                    | Zaparoan                         | Pérou                                      | , |
| après 1955            | Wotapuri-katarqalai                        | Indo-aryen                       | Afghanistan                                | [ 131 ] |
| 1954                  | Kalapuya central                           | Kalapuyan                        | Orégon, États-Unis                         | avec la mort de John B. Hudson                                                                                               |
| vers 1950             | Pijao                                      | non classée                      | Colombie                                   | [ 132 ] |
| après 1954            | Tây Bồi                                    | Pidgin à base française          | Vietnam                                    | , |
| 1954                  | Ifo                                        | Malayo-polynésien                | Erromango, Vanuatu                         | avec la mort de James Nalig.                                                                                                 |
| 1952                  | langue des signes de Martha's Vineyard     | Langue des signes                | Massachusetts, États-Unis                  | avec la mort de Katie West.                                                                                                  |
| 1951                  | Alsea                                      | Pénutien                         | Orégon, États-Unis                         | avec la mort de John Albert                                                                                                  |
| 1950                  | Kaniet                                     | Malayo-polynésien                | Manus, Papouasie-Nouvelle-Guinée           | , |
| vers 1950             | Romani de Bohème                           | Langue mixte                     | République tchèque                         | après la Seconde Guerre mondiale, due à l'extermination de la plupart de ses locuteurs dans les camps de concentration nazi. |
| milieu XXe siècle     | Ventureño                                  | Chumash                          | Californie, États-Unis                     | |
| milieu XXe siècle     | Slovince                                   | Slave                            | Poméranie, Pologne                         | |
| milieu XXe siècle     | Tunica                                     | isolat                           | Louisiane, États-Unis                      | avec la mort de Sesostrie Youchigant.                                                                                        |
| après 1949            | Kunza                                      | non classée                      | Désert de l'Atacama, Chili ; Pérou         | |
| après 1947            | Gafat                                      | Sémitique                        | le long du Nil Bleu, Éthiopie              | [ 138 ] |
| vers 1940             | Chimakum                                   | Chimakuan                        | Washington, États-Unis                     | |
| après 1942            | Haut-Umpqua                                | Na-dené > Athabaskan             | Orégon, États-Unis                         | avec la mort de Wolverton Orton.                                                                                             |
| 1940                  | Chitimacha                                 | isolat                           | Louisiane, États-Unis                      | avec la mort de Delphine Ducloux.                                                                                            |
| 1940                  | Pentlatch                                  | Salish                           | Île de Vancouver, Canada                   | avec la mort de Joe Nimnim.                                                                                                  |
| 1939                  | Rumsen                                     | Pénutien                         | Californie, États-Unis                     | avec la mort d'Isabel Meadows.                                                                                               |
| 1939                  | Miluk                                      | Pénutien                         | Orégon, États-Unis                         | avec la mort d'Annie Miner Peterson.                                                                                         |
| 1939                  | Kalapuya du Nord                           | Kalapuyan                        | Orégon, États-Unis                         | avec la mort d'Annie Miner Peterson.                                                                                         |
| 1937                  | Yoncalla                                   | Kalapuyan                        | Orégon, États-Unis                         | avec la mort de Laura Blackery Albertson.                                                                                    |
| 1937                  | Kitanemuk                                  | Uto-aztèque                      | Californie, États-Unis                     | avec les morts de Marcelino Rivera, Isabella Gonzales et Refugia Duran.                                                      |
| 1936                  | Narungga                                   | Pama-nyungan                     | Australie-Méridionale, Australie           | [ 143 ] |
| vers 1930             | Cayuse                                     | isolat/non classée               | Orégon, États-Unis                         | |
| vers 1930             | Chimariko                                  | isolat                           | Californie, États-Unis                     | avec la mort de Sally Noble.                                                                                                 |
| vers 1930             | Kathlamet                                  | Pénutien                         | Washington/Orégon, États-Unis              | avec la mort de Charles Cultee.                                                                                              |
| vers 1930             | Bas chinook                                | Pénutien                         | Washington/Orégon, États-Unis              | |
| vers 1930             | Mahican                                    | Algique > Algonquin              | New York, États-Unis                       | |
| vers 1930             | dialecte Clackamas du wasco-wishram        | Pénutien                         | Washington et Orégon, États-Unis           | |
| vers 1930             | Kitsai                                     | Caddoan                          | Oklahoma, États-Unis                       | avec la mort de Kai Kai. |
| après 1934            | Biloxi                                     | Siou                             | Louisiane, États-Unis                      | avec la mort d'Emma Jackson.                                                                                                 |
| 1934                  | Juaneño                                    | Uto-aztèque                      | Californie, États-Unis                     | |
| 1934                  | Puelche                                    | Chon                             | Argentine                                  | avec la mort de Trruúlmani.                                                                                                  |
| 1934                  | Takelma                                    | isolat                           | Orégon, États-Unis                         | avec la mort de Frances Johnson                                                                                              |
| 1933                  | Gabrielino                                 | Uto-aztèque                      | Californie, États-Unis                     | |
| après 1931            | Tonkawa                                    | isolat                           | Oklahoma/Texas/Nouveau-Mexique, États-Unis | |
| 1931                  | Kaurna                                     | Pama-nyungan                     | Australie-Méridionale                      | avec la mort d'Ivaritji, actuellement ressuscitée.                                                                           |
| 1930                  | Mutsun                                     | Pénutien                         | Californie, États-Unis                     | avec la mort d'Ascencion Solorsano                                                                                           |
| entre 1920 et 1940    | Ajawa                                      | Tchadique                        | État de Bauchi, Nigeria                    | [ 149 ] |
| vers 1929             | Mattole                                    | Na-dené > Athabaskan             | Californie, États-Unis                     | |
| après 1925            | Subtiaba                                   | Oto-Manguean > Subtiaba-Tlapanec | Nicaragua                                  | |
| vers 1920             | Chochenyo                                  | Pénutien                         | Californie, États-Unis                     | |
| vers 1920             | Caribe des îles                            | Caribe                           | Petites Antilles, Mer des Caraïbes         | |
| après 1921            | Čağatai                                    | Turc                             | Asie centrale incluant le Turkménistan     | [ 150 ] |
| vers 1920             | Mochica                                    | Chimuan                          | nord-ouest du Pérou                        | |
| avant 1920            | Yupiltepeque                               | Xinca                            | Guatemala                                  | [ 151 ] |
| après 1917            | Pochutec                                   | Uto-aztèque                      | Oaxaca, Mexique                            | |
| 1916                  | Yahi                                       | isolat (Hokan ?)                 | Californie, États-Unis                     | avec la mort d'Ishi. |
| 1915                  | dialecte Yamhill du Kalapuya du Nord       | Kalapuyan                        | Orégon, États-Unis                         | |
| Avant 1913            | Tataviam                                   | Uto-aztèque                      | Californie, États-Unis                     | avec la mort de Juan José Fustero                                                                                            |
| 1910                  | Kwalhioqua                                 | Na-dené > Athapascan             | Washington, États-Unis                     | |
| après 1908            | Siraya                                     | Austronésien                     | sud-ouest de Taiwan                        | [ 153 ] |
| 1908                  | Mohegan-Pequot                             | Algique > Algonquin              | sud de la Nouvelle-Angleterre, États-Unis  | avec la mort de Fidelia Fielding.                                                                                            |
| 1905                  | Tasmanien                                  | non classée                      | Tasmanie, Australie                        | avec la mort de Fanny Cochrane Smith.                                                                                        |
| après 1901            | Aka-Bea                                    | Andaman                          | Îles Andaman, Inde                         | |
| après 1901            | Oko-Juwoi                                  | Andaman                          | Îles Andaman, Inde                         | |
| après 1901            | Aka-Kol                                    | Andaman                          | Îles Andaman, Inde                         | |
| après 1901            | Aka-Kede                                   | Andaman                          | Îles Andaman, Inde                         | |
| après 1901            | Akar-Bale                                  | Andaman                          | Îles Andaman, Inde                         | |
| avant 1900            | Mandaïque classique                        | Sémitique                        | Iran ; Irak                                | [ 156 ] |
| début XXe siècle      | Atakapa                                    | Isolat                           | Louisiane et Texas, États-Unis             | |
| début XXe siècle      | Néerlandais de Jersey                      | Créole à base néerlandaise       | New Jersey, États-Unis                     | |
| début XXe siècle      | Kazukuru                                   | Malayo-polynesien                | Nouvelle-Géorgie, Salomon                  | |
| début XXe siècle      | Kyakhta, pidgin russo-chinois              | langue de contact sino-russe     |                                            | |
| début XXe siècle      | Chaná                                      | Charruan                         | Uruguay                                    | |

### XIXesiècle
| Date                  | Langue                        | Famille linguistique    | Région                                     | Notes                                                                 |
| --------------------- | ----------------------------- | ----------------------- | ------------------------------------------ | --------------------------------------------------------------------- |
| vers 1899             | Nawathinehena                 | Algique > Algonquin     | Oklahoma et Wyoming, États-Unis            |                                                                       |
| avant 1899            | Ahom                          | Tai                     | Inde                                       |                                                                       |
| avant 1899            | Waling                        | Sino-tibétaine          | Népal                                      | [ 158 ]                                                               |
| fin XIXe siècle       | Adaï                          | isolat                  | Louisiane, États-Unis                      |                                                                       |
| fin XIXe siècle       | Albanais d'Istrie             | Albanais                | Croatie                                    |                                                                       |
| fin r XIXe siècle (?) | Mbara                         | Pama-nyungan            | Australie                                  | [ 159 ]                                                               |
| 10 juin 1898          | Dalmate                       | Romane                  | Croatie ; Monténégro                       | avec la mort de Tuone Udaina,                                         |
| 1898                  | Moriori                       | Malayo-polynésienne     | Île Chatham, New Zealand                   | avec la mort de Hirawanu Tapu.                                        |
| après 1894            | Tsetsaut                      | Na-dené > Athabaskane   | Colombie-Britannique, Canada               |                                                                       |
| après 1892            | Awabakal                      | Pama-nyungan            | Queensland, Australie                      |                                                                       |
| 1886                  | Comecrudo                     | Comécrudan              | Mexique ; Texas, États-Unis                |                                                                       |
| 1886                  | Cotoname                      | isolat                  | Mexique ; Texas, États-Unis                |                                                                       |
| 1884                  | Yaquina                       | Pénutienne              | Orégon, États-Unis                         |                                                                       |
| vers 1880             | Auregnais                     | Romane                  | Alderney, Royaume-Uni                      |                                                                       |
| 1877                  | Arawá ou Aruá                 | Arawan                  | Brésil                                     |                                                                       |
| 8 mai 1876            | Langue de l'île Bruny         | Tasmanien               | Tasmanie, Australie                        | avec la mort de Truganini.                                            |
| mi-décennie 1870      | Yola                          | Germanique              | Wexford, Ireland                           | [ 163 ]                                                               |
| 1871                  | Tutelo                        | Siou                    | Virginie, États-Unis                       | avec la mort de Nikonha                                               |
| 1870                  | Clatskanie                    | Na-dené > Athabaskan    | Washington (État), États-Unis              |                                                                       |
| après 1867            | Andoquero                     | Bora-witoto             | Colombie                                   | [ 165 ]                                                               |
| 1864                  | Xakriabá                      | Jê                      | Minas Gerais, Brésil                       |                                                                       |
| 1862                  | Caquetio                      | Arawak                  | Aruba                                      | avec la mort de Nicolaas Pyclas                                       |
| 1858                  | Karankawa                     | non classée             | Texas, États-Unis                          |                                                                       |
| vers 1857             | Woiwurrung                    | Pama-nyungan            | Victoria, Australie                        |                                                                       |
| vers 1855             | Wampanoag                     | Algique > Algonquin     | Massachusetts, États-Unis                  | le wampanoag de Nantucket a disparu avec la mort de Dorcas Honorable. |
| après 1853            | Samaritain                    | Sémitique               | Cisjordanie et la Bande de Gaza, Palestine | [ 168 ]                                                               |
| 1853                  | Nicoleño                      | Uto-aztèque             | Californie, États-Unis                     | avec la mort de Juana Maria                                           |
| 1850                  | Norn                          | Scandinave              | Northern Isles, Royaume-Uni                | avec la mort de Walter Sutherland ,                                   |
| XIXe siècle           | Lingua franca méditerranéenne | Pidgin à base romane    | Tunisie ; Grèce ; Chypre                   | [ 172 ]                                                               |
| XIXe siècle           | Chorotega                     | Oto-Manguean            | Costa Rica ; Nicaragua                     | [ 173 ]                                                               |
| XIXe siècle           | Matagalpa                     | Misumalpan              | Nicaragua                                  |                                                                       |
| XIXe siècle           | Ramaytush                     | Pénutien                | Californie, États-Unis                     |                                                                       |
| XIXe siècle           | Same de Kemi                  | Ouralienne > Same       | Laponie, Finlande                          | [ 174 ]                                                               |
| milieu XIXe siècle    | Shinnecock                    | Algique > Algonquin     | New York, États-Unis                       |                                                                       |
| vers les années 1850  | Kott                          | Ienisseïen              | Sibérie centrale, Russie                   | [ 114 ]                                                               |
| années 1840           | Nanticoke                     | Algique > Algonquin     | Delaware et Maryland, États-Unis           | avec la mort de Lydia Clark                                           |
| vers les années 1840  | Mator                         | Ouralienne > Samoyède   | Monts Saïan , Russie                       |                                                                       |
| vers 1842             | Barngarla                     | Pama-nyungan            | Sud de l'Australie                         | [ 176 ]                                                               |
| après 1839            | Gulidjan                      | Pama-nyungan            | Victoria, Australie                        |                                                                       |
| après 1836            | Wathawurrung                  | Pama-nyungan            | Victoria, Australie                        |                                                                       |
| 1836                  | Nottoway                      | Iroquoienne             | Virginie, États-Unis                       |                                                                       |
| après 1835            | Pali                          | Indo-aryenne            | Inde ; Myanmar                             | [ 177 ]                                                               |
| après 1833            | Esselen                       | isolat (Hokan ?)        | Californie, États-Unis                     |                                                                       |
| 6 juin 1829           | Beothuk                       | Algique > Algonquine ?  | Terre-Neuve, Canada                        | avec la mort de Shanawdithit                                          |
| 1828                  | Garza                         | Comécrudan              | Mexique                                    |                                                                       |
| 1828                  | Mamulique                     | Comécrudan              | Nuevo León, Mexique                        |                                                                       |
| après 1827            | Francique                     | Germanique              | France ; Allemagne                         | [ 179 ]                                                               |
| 1821                  | Karkin                        | Pénutienne              | Californie, États-Unis                     |                                                                       |
| après 1819            | Peerapper                     | Tasmanien               | Tasmanie, Australie                        |                                                                       |
| 1815                  | Tambora                       | non classée (Papou)     | Sumbawa                                    | à la suite de l'éruption du Tambora en 1815.                          |
| après 1808            | Nuennone                      | Tasmanien               | Tasmanie, Australie                        |                                                                       |
| vers 1803             | Bunwurrung                    | Pama-nyungan            | Victoria, Australie                        |                                                                       |
| vers 1800             | Pallanganmiddang              | Pama-nyungan            | Victoria, Australie                        |                                                                       |
| début XIXe siècle     | Cochimí                       | Yuman-Cochimi (Hokan ?) | Basse-Californie, Mexique                  |                                                                       |
| début XIXe siècle     | Pumpokol                      | Ienisseïen              | Sibérie centrale, Russie                   | [ 114 ]                                                               |
| vers XIXe siècle      | Gotique de Crimée             | Germanique              | Crimée                                     |                                                                       |
| vers XIXe siècle      | Assane                        | Ienisseïen              | Sibérie centrale, Russie                   | [ 114 ]                                                               |

### XVIIIesiècle
| Date                       | Langue                                              | Famille linguistique | Région                                          | Notes                                                                        |
| -------------------------- | --------------------------------------------------- | -------------------- | ----------------------------------------------- | ---------------------------------------------------------------------------- |
| fin XVIIIe siècle          | Esuma                                               | Kwa                  | sud de la Côte d'Ivoire                         | [ 181 ]                                                                      |
| après 1791                 | Eora                                                | Pama-nyungan         | Queensland et Nouvelle-Galles du Sud, Australie | [ 182 ]                                                                      |
| après 1791                 | Quiripi                                             | Algique > Algonquin  | Connecticut/New York/New Jersey, États-Unis     | [ 183 ]                                                                      |
| vers 1790                  | Powhatan                                            | Algique > Algonquin  | est de la Virginie, États-Unis                  |                                                                              |
| après 1788                 | Gundungurra                                         | Pama-nyungan         | Nouvelle-Galles du Sud, Australie               | [ 184 ]                                                                      |
| après 1788                 | Ngunnawal                                           | Pama-nyungan         | Nouvelle-Galles du Sud, Australie               | [ 184 ]                                                                      |
| après 1788                 | Thurawal                                            | Pama-nyungan         | Nouvelle-Galles du Sud, Australie               | [ 184 ]                                                                      |
| 26 décembre 1777           | Cornique                                            | Celtique             | Cornouailles, Angleterre                        | avec la mort de Dolly Pentreath. Maintenant ressuscité comme seconde langue. |
| vers 1770                  | Abipón                                              | Mataco–Guaicuru      | Argentine                                       |                                                                              |
| après 1770                 | Weyto                                               | non classée          | Éthiopie                                        |                                                                              |
| 1770                       | Couman                                              | Turc                 | nord de la Mer noire ; Hongrie                  | avec la mort d'István Varró                                                  |
| 1763                       | Susquehannock                                       | Iroquoi              | Maryland et Virginie (États-Unis), États-Unis   |                                                                              |
| 1760                       | Gaélique du Galloway, dialecte du gaélique écossais | Celtique             | Écosse, Royaume-Uni                             | avec la mort de Margaret McMurray                                            |
| 1756                       | Polabe                                              | Slave                | rives de l'Elbe, Pologne et Allemagne           | [ 186 ]                                                                      |
| XVIIIe siècle              | Coahuilteco                                         | isolat / non classée | Mexique ; Texas, États-Unis                     |                                                                              |
| XVIIIe siècle              | Malécite-passamaquoddy ou Etchemin                  | Algique > Algonquin  | Maine, États-Unis                               |                                                                              |
| XVIIIe siècle              | Chibcha                                             | Chibcha              | Colombie                                        |                                                                              |
| XVIIIe siècle              | Gaélique hilberno-écossais                          | Celtique             | Irlande et Écosse, Royaume-Uni                  | [ 187 ]                                                                      |
| entre XVIIe et XIXe siècle | Niuatoputapu                                        | Malayo-polynésien    | Niuatoputapu, Tonga                             | [ 188 ]                                                                      |
| vers 1730                  | Arine                                               | Ienisseïen           | Sibérie centrale, Russie                        | [ 114 ]                                                                      |
| vers XVIIIe siècle         | Chané                                               | Arawak               | Argentine                                       | un dialecte du Terêna                                                        |
| début XVIIIe siècle        | Apalachee                                           | Muškokian            | Floride, États-Unis                             |                                                                              |
| début XVIIIe siècle        | Vieux-prussien                                      | Balte                | Pologne                                         |                                                                              |

### XVIIesiècle
| Date                          | Langue                            | Famille linguistique          | Région                                   | Notes                                     |
| ----------------------------- | --------------------------------- | ----------------------------- | ---------------------------------------- | ----------------------------------------- |
| fin XVIIe début XVIIIe siècle | Cacán                             | non classée                   | nord de l'Argentine ; Chili              |                                           |
| avant 1700                    | pidgin Delaware                   | pidgin à base Delaware        | Delaware, États-Unis                     | [ 189 ]                                   |
| après 1666                    | Vieille langue des signes du Kent | Langue des signes villageoise | Kent, Angleterre                         | [ 190 ]                                   |
| fin XVIIe siècle              | Sudovien                          | Balte                         | Lituanie                                 |                                           |
| après 1643                    | Narragansett                      | Algique > Algonquin           | Nouvelle-Angleterre, États-Unis          | [ 191 ]                                   |
| XVIIe siècle                  | Jassic                            | Iranien                       | Hongrie                                  |                                           |
| XVIIe siècle                  | Copte                             | Afroasiatique                 | Égypte                                   | toujours utilisée comme langue liturgique |
| XVIIe siècle                  | Curonien                          | Balte                         | Lettonie                                 |                                           |
| vers 1635                     | Jurchen                           | Toungouse                     | Mandchourie, Chine                       | [ 192 ]                                   |
| après 1618                    | Lumbee                            | Algique > Algonquin           | Caroline du Nord et Maryland, États-Unis | [ 193 ]                                   |
| après 1618                    | Algonquin de Caroline             | Algique > Algonquin           | Caroline du Nord, États-Unis             | [ 193 ]                                   |

### XVIesiècle
| Date            | Langue     | Famille linguistique           | Région                                      | Notes   |
| --------------- | ---------- | ------------------------------ | ------------------------------------------- | ------- |
| fin XVIe siècle | Knaanique  | Slave                          | République tchèque ; Pologne                |         |
| fin XVIe siècle | Laurentien | Iroquoi                        | Québec et Ontario, Canada                   |         |
| après 1548      | Taïno      | Arawak                         | Bahamas ; Puerto Rico                       |         |
| XVIe siècle     | Sémigalien | Balte                          | Lettonie ; Lituanie                         |         |
| XVIe siècle     | Guanche    | non classée, peut-être Berbère | Îles Canaries, Espagne                      | [ 194 ] |
| après 1502      | Tangoute   | Sino-tibétain                  | nord-ouest de la Chine ; sud de la Mongolie |         |

### XVesiècle
| Date           | Langue               | Famille linguistique | Région              | Notes   |
| -------------- | -------------------- | -------------------- | ------------------- | ------- |
| fin XVe siècle | Mozarabe             | Romane               | Espagne ; Portugal  | [ 195 ] |
| fin XVe siècle | Norrois du Groenland | Germanique           | Groenland           |         |
| fin XVe siècle | Sélonien             | Balte                | Lettonie ; Lituanie |         |

### XIVesiècle
| Date        | Langue        | Famille linguistique | Région                                                                             | Notes              |
| ----------- | ------------- | -------------------- | ---------------------------------------------------------------------------------- | ------------------ |
| XIVe siècle | Galindien     | Balte                | nord de la Pologne ; Russie                                                        |                    |
| XIVe siècle | Sarphatique   | Romane               | nord de la France ; centre-ouest de l'Allemagne                                    |                    |
| vers 1300   | Vieux norrois | Germanique           | Scandinavie, Angleterre, Pays de Galles, Ile de Man, Normandie, Vinland, la Volga… | Époque des Vikings |

### XIIIesiècle
| Date                | Langue | Famille linguistique | Région                                  | Notes                        |
| ------------------- | ------ | -------------------- | --------------------------------------- | ---------------------------- |
| XIIIe – XIVe siècle | Bolğar | Turc                 | Volga et Danube, Europe ; Asie centrale |                              |
| XIIIe siècle        | Pyu    | Sino-tibétain        | centre du Myanmar                       |                              |
| 1243                | Khitan | Mongol               | Asie centrale                           | avec la mort de Yelü Chucai. |

### XIeetXIIesiècles
| Date               | Langue                   | Famille linguistique | Région                             | Notes                                     |
| ------------------ | ------------------------ | -------------------- | ---------------------------------- | ----------------------------------------- |
| XIe – XIIe siècle  | Cambrien                 | Celtique             | Angleterre et Écosse, Royaume-Uni  |                                           |
| XIe – XIIe siècle  | Judéo-araméen babylonien | Sémitique            | Irak                               | [ 197 ]                                   |
| XIe siècle         | Vieux-slave              | Slave                | Europe de l'Est                    | toujours en usage comme langue liturgique |
| entre 1000 et 1300 | Khazar                   | Turc                 | Nord-Caucase ; Asie centrale       |                                           |
| vers 1000          | Lombard                  | Germanique           | Europe centrale ; nord de l'Italie |                                           |
| vers 1000          | Merya                    | Ouralien             | Oblast de Iaroslavl, Russie        |                                           |
| vers 1000          | Muromien                 | Ouralien             | Oblast de Vladimir, Russie         |                                           |
| vers 1000          | Alain                    | Iranien              | Steppe pontique, Asie centrale     | a donné l'ossète.                         |

### Xesiècle
| Date             | Langue             | Famille linguistique | Région                          | Notes                                                |
| ---------------- | ------------------ | -------------------- | ------------------------------- | ---------------------------------------------------- |
| Xe – XIIe siècle | Syriaque           | Sémitique            | Turquie ; Irak ; Syrie          | toujours en usage comme langue littéraire séculaire. |
| Xe – XIIe siècle | Araméen samaritain | Sémitique            | Cisjordanie, Palestine ; Israël | seulement utilisée comme langue liturgique.          |
| Xe siècle        | Khotanais          | Iranien              | Xinjiang, Chine                 |                                                      |
| Xe siècle        | Zhang-Zhung        | Sino-tibétain        | ouest du Tibet                  |                                                      |

### IXesiècle
| Date               | Langue      | Famille linguistique | Région                          | Notes                                |
| ------------------ | ----------- | -------------------- | ------------------------------- | ------------------------------------ |
| IXe siècle ou plus | Picte       | Celtique             | Écosse, Royaume-Uni             |                                      |
| IXe siècle         | Gothique    | Germanique           | Espagne ; Portugal ; Italie     | à l'exception du gotique de Crimée   |
| IXe siècle         | Sogdien     | Iranien              | Ouzbékistan ; Tajikistan        | a donné le Yaghnobi                  |
| après 840          | Tokharien   | Indo-européen        | Bassin du Tarim (Asie centrale) |                                      |
| Vers le IXe siècle | Normannique | Scandinave           | Normandie (France, Angleterre)  | langue des vikings franco-scandinave |

### VIIesiècle
| Date     | Langue    | Famille linguistique | Région | Notes   |
| -------- | --------- | -------------------- | ------ | ------- |
| vers 600 | Avestique | Iranien              | Iran   | [ 200 ] |

### VIesiècle
| Date       | Langue             | Famille linguistique | Région                                         | Notes   |
| ---------- | ------------------ | -------------------- | ---------------------------------------------- | ------- |
| VIe siècle | Ancien cappadocien | Indo-européen        | Anatolie                                       |         |
| VIe siècle | Dace               | Indo-européen        | Balkans                                        |         |
| VIe siècle | Illyrien           | Indo-européen        | ouest des Balkans                              | discuté |
| VIe siècle | Sabéen             | Sémitique            | Corne de l'Afrique ; Péninsule arabique        |         |
| VIe siècle | Vandale            | Germanique           | Espagne ; Afrique du Nord                      |         |
| VIe siècle | Gaulois            | Celtique             | Gaule : France, Italie, Allemagne entre autres |         |

### Vesiècle
| Date             | Langue     | Famille linguistique                 | Région                                        | Notes           |
| ---------------- | ---------- | ------------------------------------ | --------------------------------------------- | --------------- |
| Ve – VIIe siècle | Phrygien   | Indo-européen                        | sud-est de la Bulgarie ; Anatolie             |                 |
| avant VIe siècle | Ligure     | non classée, peut-être Indo-européen | nord-ouest de l'Italie ; sud-est de la France | [ 201 ]         |
| après 453        | Hunnique   | non classée, peut-être Oghour        | de la steppe eurasienne à l'Europe            |                 |
| Ve siècle        | Thrace     | Indo-européen                        | Balkans orientaux et centraux                 |                 |
| Ve siècle        | Isaurien   | Indo-européen                        | Anatolie                                      |                 |
| début Ve siècle  | Punique    | Sémitique                            | Afrique du Nord                               |                 |
| vers 400         | Méroïtique | non classée, peut-être Nilo-saharien | Soudan                                        |                 |
| vers 400         | Sarmate    | Iranien                              | Steppe pontique, Asie centrale                | a donné l'alain |

### IVesiècle
| Date       | Langue          | Famille linguistique | Région              | Notes                                     |
| ---------- | --------------- | -------------------- | ------------------- | ----------------------------------------- |
| IVe siècle | Galate          | Celtique             | Anatolie centrale   |                                           |
| IVe siècle | Guèze           | Sémitique            | Éthiopie ; Érythrée | toujours en usage comme langue liturgique |
| IVe siècle | Hebreu biblique | Sémitique            | Palestine           | réhabilité dans les années 1880           |
| après 300  | Parthe          | Iranien              | Iran                |                                           |

### IIIesiècle
| Date        | Langue   | Famille linguistique             | Région           | Notes |
| ----------- | -------- | -------------------------------- | ---------------- | ----- |
| IIIe siècle | Rhétique | non classée, peut-être Tyrsénien | Alpes orientales |       |

### IIesiècle
| Date             | Langue     | Famille linguistique | Région                       | Notes   |
| ---------------- | ---------- | -------------------- | ---------------------------- | ------- |
| après IIe siècle | Norique    | Celtique             | Autriche ; Slovenie          |         |
| après IIe siècle | Pisidien   | Indo-européen        | sud-ouest de l'Anatolie      |         |
| vers IIe siècle  | Celtibère  | Celtique             | Espagne                      |         |
| IIe siècle       | Lusitanien | Indo-européen        | Portugal ; Espagne           |         |
| après 150        | Bactrien   | Iranien              | Afghanistan                  |         |
| vers 100         | Étrusque   | Tyrsénien            | Italie centrale              |         |
| vers 100         | Akkadien   | Sémitique            | Mésopotamie                  | [ 203 ] |
| Ier – IIe siècle | Péonien    | Indo-européen        | Macédoine ; Grèce ; Bulgarie |         |
| Ier – IIe siècle | Ibère      | non classée          | Espagne ; France             |         |

### Iersiècle
| Date       | Langue    | Famille linguistique | Région               | Notes   |
| ---------- | --------- | -------------------- | -------------------- | ------- |
| Ier siècle | Liburnien | Indo-européen        | ouest de la Croatie  |         |
| Ier siècle | Vénète    | Indo-européen        | nord-est de l'Italie |         |
| Ier siècle | Osque     | Italique             | sud de l'Italie      | [ 204 ] |

### Iersiècleav. J.-C.
| Date                     | Langue    | Famille linguistique | Région                   | Notes |
| ------------------------ | --------- | -------------------- | ------------------------ | ----- |
| Ier siècle av. J.-C.     | Élymien   | non classée          | ouest de la Sicile       |       |
| Ier siècle av. J.-C.     | Lycien    | Indo-européen        | sud-ouest de l'Anatolie  |       |
| Ier siècle av. J.-C.     | Lydien    | Indo-européen        | ouest de l'Anatolie      |       |
| Ier siècle av. J.-C.     | Messapien | Indo-européen        | Pouilles, Italie         |       |
| Ier siècle av. J.-C.     | Mysien    | Indo-européen        | nord-ouest de l'Anatolie |       |
| Ier siècle av. J.-C.     | Sabin     | Italique             | Italie centrale          |       |
| Ier siècle av. J.-C.     | Sicanien  | non classée          | centre de la Sicile      |       |
| Ier siècle av. J.-C.     | Sicule    | Indo-européen        | est de la Sicile         |       |
| Ier siècle av. J.-C.     | Ombrien   | Italique             | Italie centrale          |       |
| Ier millénaire av. J.-C. | Milyen    | Indo-européen        | Anatolie                 |       |

### IIesiècleav. J.-C.
| Date               | Langue   | Famille linguistique | Région                    | Notes |
| ------------------ | -------- | -------------------- | ------------------------- | ----- |
| 100 av. J.-C.      | Vestin   | Italique             | centre-est de l'Italie    |       |
| vers 150 av. J.-C. | Falisque | Italique             | Toscane et Latium, Italie |       |

### IIIesiècleav. J.-C.
| Date                       | Langue    | Famille linguistique | Région                         | Notes |
| -------------------------- | --------- | -------------------- | ------------------------------ | ----- |
| vers IIIe siècle av. J.-C. | Volsque   | Italique             | Italie ; Latium                |       |
| vers IIIe siècle av. J.-C. | Èque      | Italique             | Latium, centre-est de l'Italie |       |
| vers IIIe siècle av. J.-C. | Sidétique | Indo-européen        | sud-ouest de l'Anatolie        |       |
| IIIe siècle av. J.-C.      | Carien    | Indo-européen        | sud-ouest de l'Anatolie        |       |

### IVesiècleav. J.-C.
| Date                       | Langue            | Famille linguistique                 | Région                         | Notes              |
| -------------------------- | ----------------- | ------------------------------------ | ------------------------------ | ------------------ |
| vers 300 av. J.-C.         | Philistin         | non classée, peut-être Indo-européen | Israël ; Liban                 |                    |
| vers 300 av. J.-C.         | Scythe            | Iranien                              | Steppe pontique, Asie centrale | a donné le Sarmate |
| IVe siècle av. J.-C.       | Ancien macédonien | Indo-européen                        | nord-est de la Grèce           |                    |
| vers 350 av. J.-C.         | Élamite           | isolat                               | Perse ; sud-Mésopotamie        |                    |
| début IVe siècle av. J.-C. | Étéochypriote     | isolat/non classée                   | Chypre                         | Ammonites          |

### Vesiècleav. J.-C.
| Date                          | Langue     | Famille linguistique | Région                                   | Notes               |
| ----------------------------- | ---------- | -------------------- | ---------------------------------------- | ------------------- |
| vers 400 av. J.-C.            | Lepontique | Celtique             | nord de l'Italie                         |                     |
| après Ve siècle av. J.-C.     | Tartessien | non classée          | Espagne                                  |                     |
| Ve siècle av. J.-C.           | Ammonite   | Sémitique            | nord-ouest de la Jordanie                |                     |
| Ve siècle av. J.-C.           | Moabite    | Sémitique            | nord-ouest de la Jordanie                |                     |
| peut-être Ve siècle av. J.-C. | Phénicien  | Sémitique            | Liban ; Palestine ; côte méditerranéenne | a donné le Punique. |
|                               |            |                      |                                          |                     |

### VIesiècleav. J.-C.
| Date                       | Langue  | Famille linguistique | Région                   | Notes   |
| -------------------------- | ------- | -------------------- | ------------------------ | ------- |
| après VIe siècle av. J.-C. | Lemnien | Tyrsénien            | Lemnos, Grèce            | [ 205 ] |
| VIe siècle av. J.-C.       | Édomite | Sémitique            | sud-ouest de la Jordanie |         |

### VIIesiècleav. J.-C.
| Date                              | Langue      | Famille linguistique | Région                              | Notes                                   |
| --------------------------------- | ----------- | -------------------- | ----------------------------------- | --------------------------------------- |
| vers 600 av. J.-C.                | Louvite     | Indo-européen        | Anatolie ; nord de la Syrie         |                                         |
| vers 600 av. J.-C.                | Égyptien    | Afroasiatique        | Égypte ancienne                     | a donné le Démotique vers 600 av. J.-C. |
| VIIe siècle av. J.-C.             | Urartéen    | Hourro-urartéen      | Arménie ; Georgie ; Irak ; Anatolie |                                         |
| début du Ier millénaire av. J.-C. | Étéocrétois | isolat / non classée | Crète, Grèce                        |                                         |

### IIemillénaireav. J.-C.
| Date                              | Langue        | Famille linguistique | Région                         | Notes                                                                          |
| --------------------------------- | ------------- | -------------------- | ------------------------------ | ------------------------------------------------------------------------------ |
| vers 1550-1050 av. J.-C.          | Chypro-minoen | non classée          | Chypre                         |                                                                                |
| vers 1100 av. J.-C.               | Hittite       | Indo-européen        | Anatolie                       |                                                                                |
| après 1170 av. J.-C.              | Ougaritique   | Sémitique            | Syrie                          | à la suite de la destruction d'Ugarit                                          |
| vers 1200 av. J.-C.               | Hourrite      | Hourro-urartian      | Anatolie ; Syrie ; Mésopotamie |                                                                                |
| vers 1300 av. J.-C.               | Palaïte       | Indo-européen        | nord-ouest anatolien           |                                                                                |
| vers 1500 av. J.-C.               | Hattique      | isolat               | Anatolie                       |                                                                                |
| IIe millénaire av. J.-C.          | Éblaïte       | Sémitique            | Syrie                          |                                                                                |
| début du IIe millénaire av. J.-C. | Sumérien      | isolat               | Mésopotamie                    | utilisée comme langue littéraire et liturgique jusqu'à environ 100 apr. J.-C.. |